# دهک (نهبندان)
دهک، مرکز بخش سرداران و روستایی در دهستان عربخانه شهرستان نهبندان استان خراسان جنوبی ایران است.

## جمعیت
بر پایه سرشماری عمومی نفوس و مسکن در سال ۱۳۹۵ جمعیت این روستا ۸۲۶ نفر (در ۲۴۳ خانوار) بوده است.